# Lucha Underground Championship
Le Lucha Underground Championship est un championnat de catch majeur appartenant à la Lucha Underground. Ce championnat est le titre le plus prestigieux de cette fédération. Ce titre est défendu au cours de matches de catch au cours desquels chaque participant suit un script, non-diffusé en direct. Ce championnat est introduit au cours du huitième épisode de la première saison de Lucha Underground, enregistré le 4 octobre 2014 et diffusé le 17 décembre. Le premier champion est désigné lors du neuvième épisode, enregistré le 5 octobre et diffusé le 7 janvier 2015. Le premier champion est Prince Puma qui remporte un Aztec Warfare match. Le dernier est Jake Strong qui remporta le titre lors du dernier épisode de Lucha Underground.

## Histoire
Au cours de l'épisode 8 ("A Unique Opportunity") de la première saison de Lucha Underground, Dario Cueto présente au public le championnat majeur de cette fédération de catch, le Lucha Underground Championship. Il explique que la semaine suivante, vingt catcheurs et/ou catcheuses vont s'affronter au cours d'un Aztec Warfare match,. Durant l'épisode 8, Mil Muertes bat Fénix lors d'un match, remportant le droit d'entrer en dernier dans le match tandis que Fénix entrera premier. Lors de l'épisode 9 ("Aztec Warfare"), l'épisode fut dédié au match de championnat et se conclut par un tombé de Prince Puma sur Johnny Mundo faisant de lui le premier champion de la Lucha Underground. Quelques semaines plus tard lors de "They Call Him Cage", après que Puma ait battu Brian Cage par disqualification pour conserver le titre, Cage déchira la ceinture en deux. À la suite de cela, Cueto introduisit une nouvelle ceinture lors de l'épisode 20 qu'il donna à Prince Puma.
Prince Puma conserva son titre au cours de nombreux matchs face à Fénix, Cage, King Cuerno, Drago, Hernandez, Johnny Mundo et Chavo Guerrero Jr.

## Règnes
Prince Puma et Pentagón Dark détiennent le record de nombre de règne avec deux chacun. Avec 622 jours de règne, Pentagón Dark est le champion au plus long règne. Jake Strong détient le règne le plus court avec moins d'un jour. Le titre a connu 11 règnes partagés entre 9 lutteurs et ne fut jamais vacant.

## Histoire du titre
| No.   | Numéro de règne                |
| Règne | Nombre de règne par champion   |
| Jours | Nombre de jours                |
| N/A   | Information inconnue           |
| <1    | Règne ne dépassant pas un jour |
| +     | Règne actuel                   |

| No | Champion                  | Changement de titre | Changement de titre | Changement de titre       | Statistiques des règnes | Statistiques des règnes | Notes | Réf.  |
| No | Champion                  | Date                | Événement           | Lieu                      | Règne                   | Jours                   | Notes | Réf.  |
| -- | ------------------------- | ------------------- | ------------------- | ------------------------- | ----------------------- | ----------------------- | --- | ----- |
| 1  | Prince Puma               | 5 octobre 2014      | Lucha Underground   | Boyle Heights, Californie | 1                       | 196                     | Il remporte un Aztec Warfare match à 20 participants. Il est diffusé le 7 janvier 2015                                             | [ 2 ] |
| 2  | Mil Muertes               | 19 avril 2015       | Ultima Lucha 1      | Boyle Heights, Californie | 1                       | 217                     | Diffusé le 5 août 2015. | [ 3 ] |
| 3  | Fénix                     | 22 novembre 2015    | Lucha Underground   | Boyle Heights, Californie | 1                       | 20                      | Il utilise sa ceinture de champion Gift of God pour avoir son match de championnat. Diffusé le 16 mars 2016.                       | [ 4 ] |
| 4  | Matanza Cueto             | 12 décembre 2015    | Aztec Warfare II    | Boyle Heights, Californie | 1                       | 119                     | Il remporte un Aztec Warfare match à 21 participants diffusé le 23 mars 2016.                                                      | [ 5 ] |
| 5  | Sexy Star                 | 9 avril 2016        | Aztec Warfare III   | Boyle Heights, Californie | 1                       | 1                       | Elle remporte un Aztec Warfare match et devient la première femme championne de la Lucha Underground. Diffusé le 16 novembre 2016. | [ 6 ] |
| 6  | Johnny Mundo              | 10 avril 2016       | Lucha Underground   | Boyle Heights, Californie | 1                       | 77                      | Il utilise sa ceinture de champion Gift of God sur Sexy Star. Diffusé le 23 novembre 2016.                                         |       |
| 7  | Prince Puma               | 26 juin 2016        | Ultima Lucha Tres   | Boyle Heights, Californie | 2                       | <1                      | C'était un Career vs. Title match. Diffusé le 18 octobre 2017.                                                                     |       |
| 8  | Pentagón Dark             | 26 juin 2016        | Ultima Lucha Tres   | Boyle Heights, Californie | 1                       | 622                     | Il utilise sa ceinture de champion Gift of God sur Prince Puma. C'était un "Loser Must Retire" match. Diffusé le 18 octobre 2017.  |       |
| 9  | Marty "The Moth" Martinez | 10 mars 2018        | Lucha Underground   | Los Angeles, Californie   | 1                       | 8                       | Il utilise sa ceinture de champion Gift of God sur Pentagón Dark. Diffusé le 19 septembre 2018.                                    |       |
| 10 | Pentagón Dark             | 18 mars 2018        | Ultima Lucha Cuatro | Los Angeles, Californie   | 2                       | <1                      | Diffusé le 7 novembre 2018. |       |
| 11 | Jake Strong               | 18 mars 2018        | Ultima Lucha Cuatro | Los Angeles, Californie   | 1                       | <1                      | Il utilise sa ceinture de champion Gift of God sur Pentagón Dark. Diffusé le 7 novembre 2018.                                      |       |
| —  |                           | 18 mars 2018        | —                   | —                         |                         |                         | Date du dernier événement de la Lucha Underground.                                                                                 |       |

## Liste des règnes combinés
| Rang | Catcheurs                 | Nombre de règnes | Jours combinés |
| ---- | ------------------------- | ---------------- | -------------- |
| 1    | Pentagón Dark             | 2                | 622            |
| 2    | Mil Muertes               | 1                | 217            |
| 3    | Prince Puma               | 2                | 196            |
| 4    | Matanza Cueto             | 1                | 119            |
| 5    | Johnny Mundo              | 1                | 77             |
| 6    | Fénix                     | 1                | 20             |
| 7    | Marty "The Moth" Martinez | 1                | 8              |
| 8    | Sexy Star                 | 1                | 1              |
| 9    | Jake Strong               | 1                | <1             |